# アーキグラム
アーキグラム（Archigram）は、1961年に結成し1970年代初頭にかけて活躍したイギリスの前衛建築家集団であり、彼らがロンドンで出版した同名の雑誌のこと。
メンバーは昼はそれぞれ建築設計事務所や建設会社に勤務して実務的な仕事に従事しており、夜に生産的な建築に疑問を持っていた連中が集まって建築について模索していたのがはじまりとされる。
彼らは現実に建設される実作を殆ど造らず建築ドローイングを「建築作品」とすることで、建築を完全に情報化し、マス・メディアに消費させようとした。1964年に発表した、足のついた巨大な移動都市「ウォーキング・シティ」や、着脱可能な空間ユニットで組み立てられた「プラグイン・シティ」などで知られる。それらの作品は、テクノロジーを利用するであろう近未来への憧憬と不信感をアイロニカルに表現した。当時のペーパーメディアにおいて、ポップカルチャーと消費世界を背景とした建築・都市の将来像を描く先鋭的なドローイングは70年代の世界の建築潮流の一端を担った。アーキグラムは提案する建築の概念を情報伝達のプロセスそのものに組み込み、むしろ具体的な建築作品として具体化することを、二次的なものとする価値観を打ち出した。
メンバーのうち、ピーター・クック（1936～）はサウスエンド・オン・シー生まれ。AAスクール出身で同校で知り合ったロン・ヘロン、ウォーレン・チョークなどとともにアーキグラムを結成し、同人雑誌『アーキグラム』を刊行。『アーキグラム』は1961年に1号が出版され，1970年に最終号である9号で幕を閉じた。
1970年代初めには、彼らのグループとしての活動は消滅しているが、そもそもアーキグラムは最初から流動的で、建築家グループという意識は薄くあいまいな集団活動であり始まりと終わりを示すことはできないが、活動期は1969年のモンテカルロ開発コンペティションに当選し実務設計をしている1974年までとされている。
後年の2002年にはその活動が認められRIBAゴールドメダルを獲得。
1994年ウィーンを皮切りに回顧展が世界各国で開催され、日本では2005年に水戸芸術館にて行なわれた。

## メンバー
- ピーター・クック
- ロン・ヘロン
- デヴィッド・グリーン
- デニス・クロプトン
- ウォーレン・チョーク
- マイケル・ウェブ